# Tylopilus felleus
Tylopylus felleus —también llamado boleto amargo, chupasangre, camaleón o camaleón rojo— es un hongo del orden Boletales que se encuentra en el norte de Europa y del continente americano. Deriva su nombre binomial del latín «fel» (bilis) en alusión a su sabor amargo.

## Hábitat y época
Aparece entre agosto y octubre bajo hayas, encinas, robles, pinos, piceas, y abetos.

## Comestibilidad
Aunque no es venenoso, no se considera comestible debido al sabor amargo.